# Tour du Haut-Var 2005
Il Tour du Haut-Var 2005, trentasettesima edizione della corsa e valida come evento dell'UCI Europe Tour 2005 categoria 1.1, fu disputata il 19 febbraio 2005, su un percorso di 181 km. Fu vinta dal belga Philippe Gilbert, al traguardo con il tempo di 4h43'55" alla media di 38,251 km/h.
Partenza con 156 ciclisti, di cui 77 portarono a termine il percorso.

## Ordine d'arrivo (Top 10)
| Pos. | Corridore         | Squadra         | Tempo    |
| ---- | ----------------- | --------------- | -------- |
| 1    | Philippe Gilbert  | F. des Jeux     | 4h43'55" |
| 2    | Ruggero Marzoli   | Acqua & Sap.    | s.t.     |
| 3    | Cédric Vasseur    | Cofidis         | s.t.     |
| 4    | Davide Rebellin   | Gerolsteiner    | a 18"    |
| 5    | Patrice Halgand   | Crédit Agricole | s.t.     |
| 6    | David Moncoutié   | Cofidis         | s.t.     |
| 7    | Florent Brard     | Agritubel       | s.t.     |
| 8    | Michael Rogers    | Quick Step      | a 20"    |
| 9    | Matej Mugerli     | Liquigas        | a 32"    |
| 10   | Giuliano Figueras | Lampre          | a 38"    |